# Qualifications pour le tournoi masculin de volley-ball aux Jeux olympiques d'été de 2012/International
Pour un article plus général, voir Volley-ball (indoor) aux Jeux olympiques d'été de 2012 – Qualifications hommes.

## Équipes participantes
Pays hôtes
- Japon
- Italie (qualifiée lors du tournoi de qualification de la zone Europe)
- Allemagne
- Bulgarie (Sélectionnée en remplacement de l’Italie)

Pays qualifiés par le Championnat d'Asie et d'Océanie de volley-ball masculin 2011
- Iran
- Chine
- Corée du Sud
- Australie
- Inde
- Pakistan

Les quatre premières équipes sont assignées au tournoi de qualification n°1 au Japon.
Pays qualifiés par le Classement mondial FIVB après complétion des tournois de qualification olympique
- Europe (3 pays) :
  -  Serbie (7e)
  -  France (21e)
  -  Tchéquie (23e)
- Amérique du Nord (2 pays) :
  -  Cuba (5e)
  -  Porto Rico (17e)
- Amérique du Sud (1 pays)
  -  Venezuela (16e)
- Afrique (1 pays)
  -  Égypte (11e)

## Composition des groupes

### Tirage au sort
Les trois organisateurs sont placés dans leurs tournois respectifs, dans l’ordre décroissant du classement mondial. Les quatre meilleures équipes asiatiques sont assignées au tournoi de qualification n°1 au Japon. Les trois équipes européennes ainsi que les trois meilleures des quatre équipes africaine et américaines sont ensuite placés dans les trois tournois selon le principe du serpent (la meilleure équipe dans le tournoi de l’organisateur le moins bien placé, la seconde meilleure équipe dans le tournoi du deuxième organisateur, et ainsi de suite). On fera en sorte durant cette phase à ce que les trois équipes européennes soient placées dans les trois tournois. L’équipe non-asiatique et non-européenne restante est ensuite attribuée au tournoi n°1 au Japon, alors que les deux moins bonnes équipes asiatiques sont attribuées aux deux tournois restants.

### Groupes
| Tournoi n°1                                                         | Tournoi n°2                     | Tournoi n°3                  |
| ------------------------------------------------------------------- | ------------------------------- | ---------------------------- |
| Japon Serbie Venezuela Porto Rico Iran Chine Corée du Sud Australie | Bulgarie Égypte France Pakistan | Allemagne Cuba Tchéquie Inde |

## Tournoi n°1
- Date :  1er juin 2012 - 10 juin 2012
- Lieu :   Tokyo
- Qualifiés :   Serbie,  Australie

### Équipes participantes
- Australie
- Chine
- Corée du Sud
- Iran
- Japon (Organisateur)
- Porto Rico
- Serbie
- Venezuela

### Classement
| # | Équipe       | Pts | J | G | Gt | Pt | P | Sp | Sc | Ratio | Pp  | Pc  | Ratio |
| 1 | Serbie       | 21  | 7 | 7 | 0  | 0  | 0 | 21 | 1  | 21    | 552 | 416 | 1.327 |
| 2 | Australie    | 15  | 7 | 5 | 0  | 0  | 2 | 15 | 8  | 1.875 | 527 | 470 | 1.121 |
| 3 | Iran         | 14  | 7 | 4 | 1  | 0  | 2 | 16 | 9  | 1.778 | 612 | 547 | 1.119 |
| 4 | Japon        | 11  | 7 | 3 | 1  | 0  | 3 | 13 | 12 | 1.083 | 579 | 567 | 1.021 |
| 5 | Chine        | 11  | 7 | 3 | 0  | 2  | 2 | 13 | 14 | 0.929 | 575 | 599 | 0.96  |
| 6 | Corée du Sud | 7   | 7 | 2 | 1  | 1  | 3 | 13 | 16 | 0.813 | 593 | 635 | 0.934 |
| 7 | Venezuela    | 3   | 7 | 1 | 0  | 0  | 6 | 4  | 18 | 0.222 | 443 | 542 | 0.817 |
| 8 | Porto Rico   | 1   | 7 | 0 | 0  | 1  | 6 | 4  | 21 | 0.19  | 489 | 594 | 0.823 |

## Tournoi n°2
- Date :  8 juin 2012 - 10 juin 2012
- Lieu :   Sofia
- Qualifié :   Bulgarie

### Équipes participantes
- Bulgarie (Organisateur)
- Égypte
- France
- Pakistan

### Classement
| # | Équipe   | Pts | J | G | Gt | Pt | P | Sp | Sc | Ratio | Pp  | Pc  | Ratio |
| 1 | Bulgarie | 9   | 3 | 3 | 0  | 0  | 0 | 9  | 2  | 4.5   | 273 | 216 | 1.264 |
| 2 | France   | 6   | 3 | 2 | 0  | 0  | 1 | 7  | 5  | 1.4   | 284 | 263 | 1.08  |
| 3 | Égypte   | 3   | 3 | 1 | 0  | 0  | 2 | 5  | 6  | 0.833 | 230 | 247 | 0.931 |
| 4 | Pakistan | 0   | 3 | 0 | 0  | 0  | 3 | 1  | 9  | 0.111 | 186 | 247 | 0.753 |

## Tournoi n°3
- Date :  8 juin 2012 - 10 juin 2012
- Lieu :   Berlin
- Qualifié :   Allemagne

### Équipes participantes
- Allemagne (Organisateur)
- Cuba
- Inde
- Tchéquie

### Classement
| # | Équipe    | Pts | J | G | Gt | Pt | P | Sp | Sc | Ratio | Pp  | Pc  | Ratio |
| 1 | Allemagne | 8   | 3 | 2 | 1  | 0  | 0 | 9  | 3  | 3     | 281 | 247 | 1.138 |
| 2 | Cuba      | 7   | 3 | 2 | 0  | 1  | 0 | 8  | 4  | 2     | 283 | 258 | 1.097 |
| 3 | Tchéquie  | 3   | 3 | 1 | 0  | 0  | 2 | 5  | 6  | 0.833 | 262 | 255 | 1.027 |
| 4 | Inde      | 0   | 3 | 0 | 0  | 0  | 3 | 0  | 9  | 0     | 159 | 225 | 0.707 |

## Équipes qualifiées
- Serbie (2e participation, 5e avec la Yougoslavie)
- Australie (3e participation)
- Bulgarie (8e participation)
- Allemagne (4e participation)